# Carcharhinus tilstoni
Carcharhinus tilstoni е вид акула от семейство Сиви акули (Carcharhinidae). Видът не е застрашен от изчезване.

## Разпространение и местообитание
Разпространен е в Австралия (Западна Австралия, Куинсланд и Северна територия).
Обитава крайбрежията на полусолени водоеми, морета и заливи. Среща се на дълбочина от 12 до 150 m, при температура на водата от 20,4 до 27,8 °C и соленост 34,3 – 35,4 ‰.

## Описание
На дължина достигат до 2 m, а теглото им е максимум 52 kg.
Продължителността им на живот е около 12 години. Популацията на вида е стабилна.